# Аналіз потоку керування
Аналіз потоку керування (англ. control-flow analysis, CFA)  - це форма статичного аналізу, заснована на представленні унікальних шляхів (послідовностей подій) під час виконання через компонент або систему. Аналіз потоку керування оцінює цілісність структур потоку керування, шукаючи можливі аномалії потоку керування, такі як замкнуті цикли або логічно недосяжні етапи процесу. Порядок виконання виявляється у вигляді графа потоку керування.